# Hem (Nord)
Hem település Franciaországban, Nord megyében. Lakosainak száma 18 579 fő (2022. január 1.). Hem Toufflers, Villeneuve-d’Ascq, Croix, Forest-sur-Marque, Lannoy, Lys-lez-Lannoy, Roubaix és Sailly-lez-Lannoy községekkel határos.

## Népesség
A település népességének változása:
| Lakosok száma | 19 114 | 19 010 | 19 092 | 18 617 | 18 621 | 18 636 | 18 462 | 18 713 | 18 579 |
|               | 2014   | 2015   | 2016   | 2017   | 2018   | 2019   | 2020   | 2021   | 2022   |